# Каран Будевски
Каран Ганчев Будевски е български революционер, деец на Вътрешната македоно-одринска революционна организация.

## Биография
Каран Будевски е роден в София през 1889 година в семейството на Ганчо Будевски, който е по-голям брат на актрисата Адриана Будевска. Влиза във ВМОРО, през 1912 година е четник при Пейо Яворов.
През Балканската война е доброволец в Македоно-одринското опълчение, в четата на Тодор Добринович и по-късно в четата на Тодор Александров.
Участва в Първата световна война като запасен подпоручик в Трети артилерийски полк и Осми артилерийски полк. Награден е с ордени „За храброст“, III и IV степен.
В 1921 година завършва химия в Софийския университет.
Умира през 1959 година. Погребан е в парцел 26 на Централните софийски гробища.